# Sam Claflin
Sam Claflin, né le 27 juin 1986 à Ipswich (Suffolk, Angleterre), est un acteur britannique.
Remarqué à la télévision britannique par la mini-série Les Piliers de la Terre (2010) et le téléfilm The Lost Future (2011), il est révélé mondialement par plusieurs rôles dans des blockbusters : D'abord celui de Philip Swift dans Pirates des Caraïbes : La Fontaine de Jouvence (2011), celui du Prince Charmant dans Blanche-Neige et le Chasseur (2012) et sa suite Le Chasseur et la Reine des glaces (2016) mais surtout par celui de Finnick Odair dans la trilogie Hunger Games (2013-2014-2015).
Dès lors, l'acteur tient la vedette de plusieurs longs métrages comme : le film d'horreur Les Âmes silencieuses, le drame The Riot Club, la romance Love, Rosie, tous sortis en 2014, mais aussi les drames Avant toi (2016), Une belle rencontre (2016), My Cousin Rachel (2017), le film de guerre Men of Honor (2017) et récemment À la dérive (2018), The Nightingale (2018) ou Enola Holmes (2020).

## Biographie

### Jeunesse et formation
Sam Claflin est né à Ipswich, dans le comté de Suffolk en Angleterre. Il est le troisième fils de Mark et Sue Claflin, qui travaillent respectivement dans la finance et dans l'éducation. Il a deux grands frères, Benjamin et Daniel, et un plus jeune frère, Joseph, qui est également acteur.
Il a grandi à Norwich dans le comté de Norfolk. Jeune, il s'enthousiasme pour le football et est membre de l'école d'excellence du Norwich City Football Club.
Il joue au football toute son enfance jusqu'à une fracture de la cheville qui compromet ses chances de devenir professionnel. Ses parents, ainsi qu'un professeur impressionné par sa prestation d'acteur dans la pièce du lycée à la « Costessey High School », finissent par le convaincre de suivre une formation d'acteur.
En 2003, il suit des cours d'arts du spectacle au Norwich City College, avant d'entrer à l'Académie de musique et d'art dramatique de Londres, dont il sort diplômé en 2009.

### Carrière

#### Débuts britannique et révélation à Hollywood

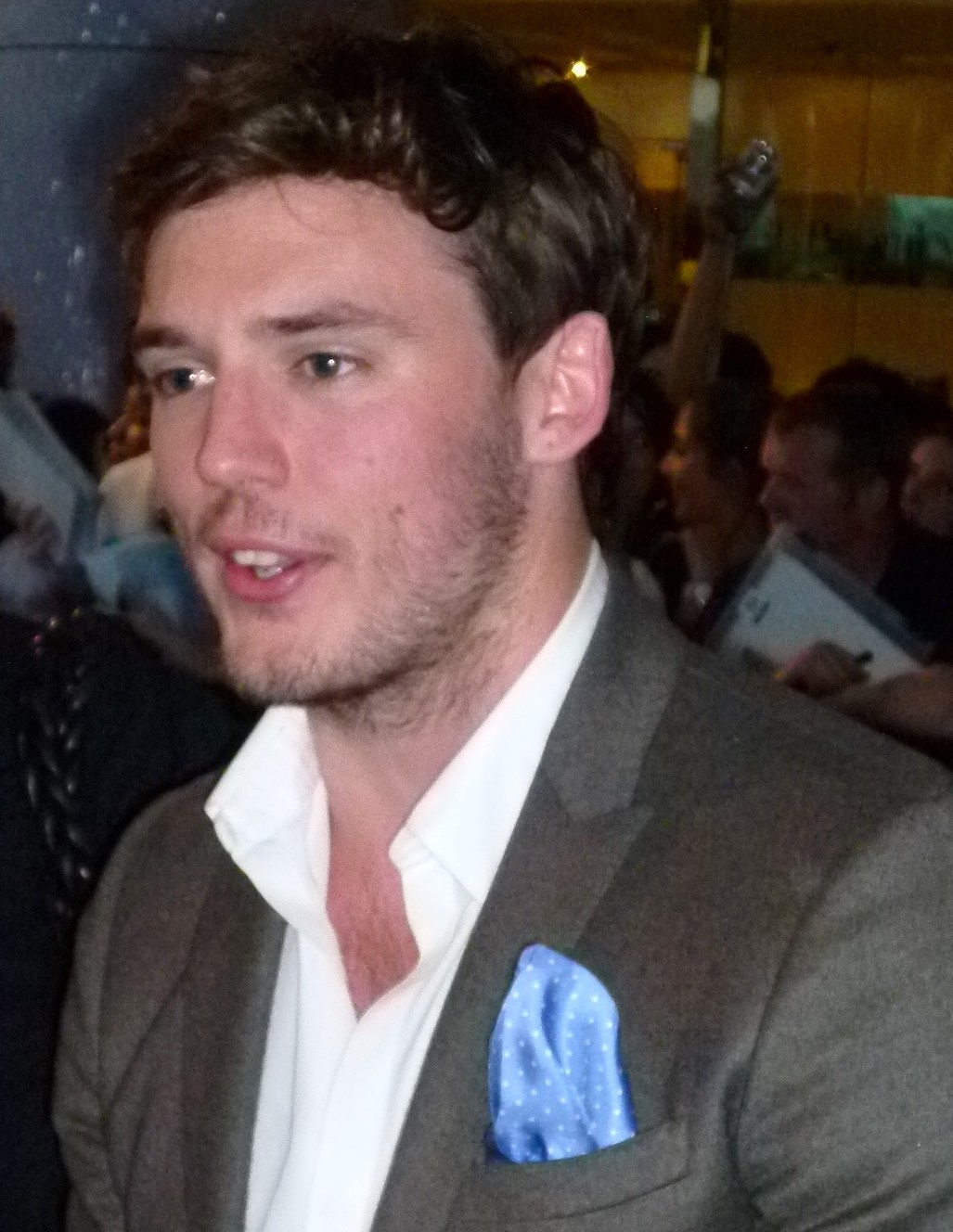
Lors de la première londonienne de Pirates des Caraïbes : La Fontaine de Jouvence, en mai 2011.

Sam Claflin a fait ses débuts en 2010 en jouant dans la mini-série britannique Les Piliers de la terre ainsi que le premier rôle du téléfilm post-apocalyptique The Lost Future de Mikael Salomon, diffusé sur Syfy.
En avril 2010, il est choisi pour jouer le rôle de Phillip Swift, avec Johnny Depp et Penélope Cruz, dans le quatrième film de la franchise à succès Pirates des Caraïbes, Pirates des Caraïbes : La Fontaine de Jouvence sorti en 2011. Dans cette production réalisée par Rob Marshall, il incarne aux côtés d'Àstrid Bergès-Frisbey, un nouveau couple supposé faire écho à celui des trois premiers volets de la saga formé par Orlando Bloom et Keira Knightley. Le film est un franc succès au box-office, réalisant plus d'un milliard de dollars de recettes. Côté télévision, il décroche l'un des premiers rôles du téléfilm United de BBC Two avec David Tennant, Jack O'Connell et Dougray Scott. Cette production qui se déroule en 1958, s’intéresse aux jours précédant et suivant le crash aérien de Munich dans lequel huit joueurs du Manchester United Football Club furent tués.
Proposé à l'Empire Award du meilleur espoir, l'acteur va, dès lors, enchaîner les blockbusters.
L'année suivante, il incarne le Prince Charmant dans Blanche-Neige et le Chasseur, donnant la réplique à Chris Hemsworth, Kristen Stewart et Charlize Theron. C'est une nouvelle fois un succès pour le jeune comédien, le film décroche aussi la première place à sa sortie et est largement rentabilisé. De plus, il est proposé pour le Teen Choice Awards de la meilleure révélation. Une cérémonie qui récompense des personnalités et des œuvres des mondes de la musique, de la danse, de la télévision, du sport, du cinéma et autres, en se basant sur leur popularité auprès des adolescents, qui sont les seuls votants.
La même année, il retourne en Angleterre pour la mini-série dramatique White Heat dans laquelle il est l'un des personnages principaux aux côtés notamment de MyAnna Buring, Lindsay Duncan et Claire Foy.
En 2013, il joue avec la double oscarisée Hilary Swank pour le téléfilm à succès du réseau HBO, Mary et Martha : Deux mères courage, inspiré d'une histoire vraie. Mais cette année-là, il obtient surtout le rôle de Finnick Odair pour Hunger Games. Aux côtés de Liam Hemsworth et Jennifer Lawrence, il incarne un gagnant d'une des anciennes éditions des Hunger Games. Ce premier volet est un large succès et l'acteur reste alors fidèle à ce personnage pour les deux derniers volets : Hunger Games : La Révolte, partie 1 (2014) et Hunger Games : La Révolte, partie 2 (2015). Ce rôle lui vaut une nouvelle citation pour un Empire Awards, cette fois-ci dans la catégorie meilleur acteur dans un rôle secondaire. Mais aussi des propositions lors des Young Hollywood Awards et des MTV Movie & TV Awards.

#### Tête d'affiche
Entre-temps, il cumule les projets.
En 2014, il est aussi à l'affiche de trois autres longs métrages : le drame The Riot Club de la danoise Lone Scherfig, puis deux productions restées inédites pour les salles françaises, le film d'horreur Les Âmes silencieuses avec Erin Richards, révélée par Gotham, et la comédie romantique Love, Rosie de l'allemand Christian Ditter. Dans cette adaptation du roman La vie est un arc-en-ciel de Cecelia Ahern publié en 2004, il partage la vedette avec Lily Collins.

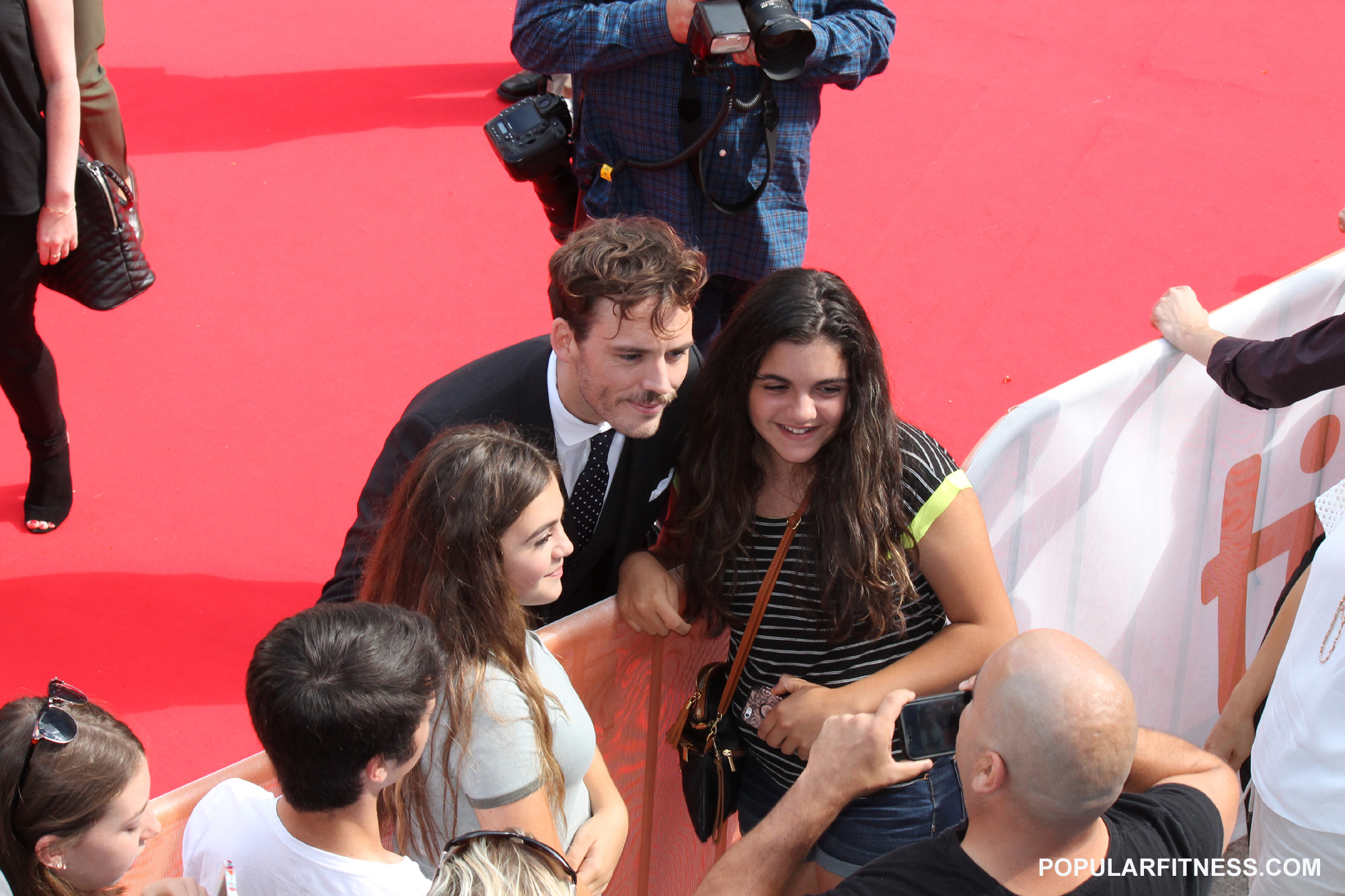
Au Festival international du film de Toronto 2016 pour la présentation dUne belle rencontre, en 2016.

En 2016, il réendosse le rôle de William, le prince charmant, pour Le Chasseur et la Reine des glaces. Ce blockbuster centré cette fois sur le personnage du chasseur incarné par Chris Hemsworth voit Kristen Stewart écartée du tournage, mais les actrices Jessica Chastain et Emily Blunt rejoignent la distribution. Dans l'ensemble, l'accueil réservé à ce second volet déçoit. La même année, il peut cependant compter sur deux autres films pour rectifier le tir : Avec Emilia Clarke, révélation de Game of Thrones, il joue un homme paralysé pour le drame Avant toi de Thea Sharrock. Il s'agit de l’adaptation cinématographique du roman éponyme de l’écrivain Jojo Moyes. Puis, la comédie romantique britannique Une belle rencontre avec Gemma Arterton, présentée au Festival international du film de Toronto 2016. Deux projets globalement accueillis positivement par la critique,,,.
En 2017, abonné aux rôles de héros romantique, il choisit d'interpréter un noble anglais du XIXe siècle charmé par Rachel Weisz dans My Cousin Rachel réalisé par Roger Michell. Il est aussi l'un des premiers rôles du film de guerre Men of Honor. À défaut de remplir les salles, ces deux films sont des succès critiques,. Journey's End (son autre titre) est sélectionné dans la catégorie « Special Presentations » et projeté le 8 septembre 2017 au Festival international du film de Toronto, et lui vaut une proposition aux Evening Standard British Film Awards.

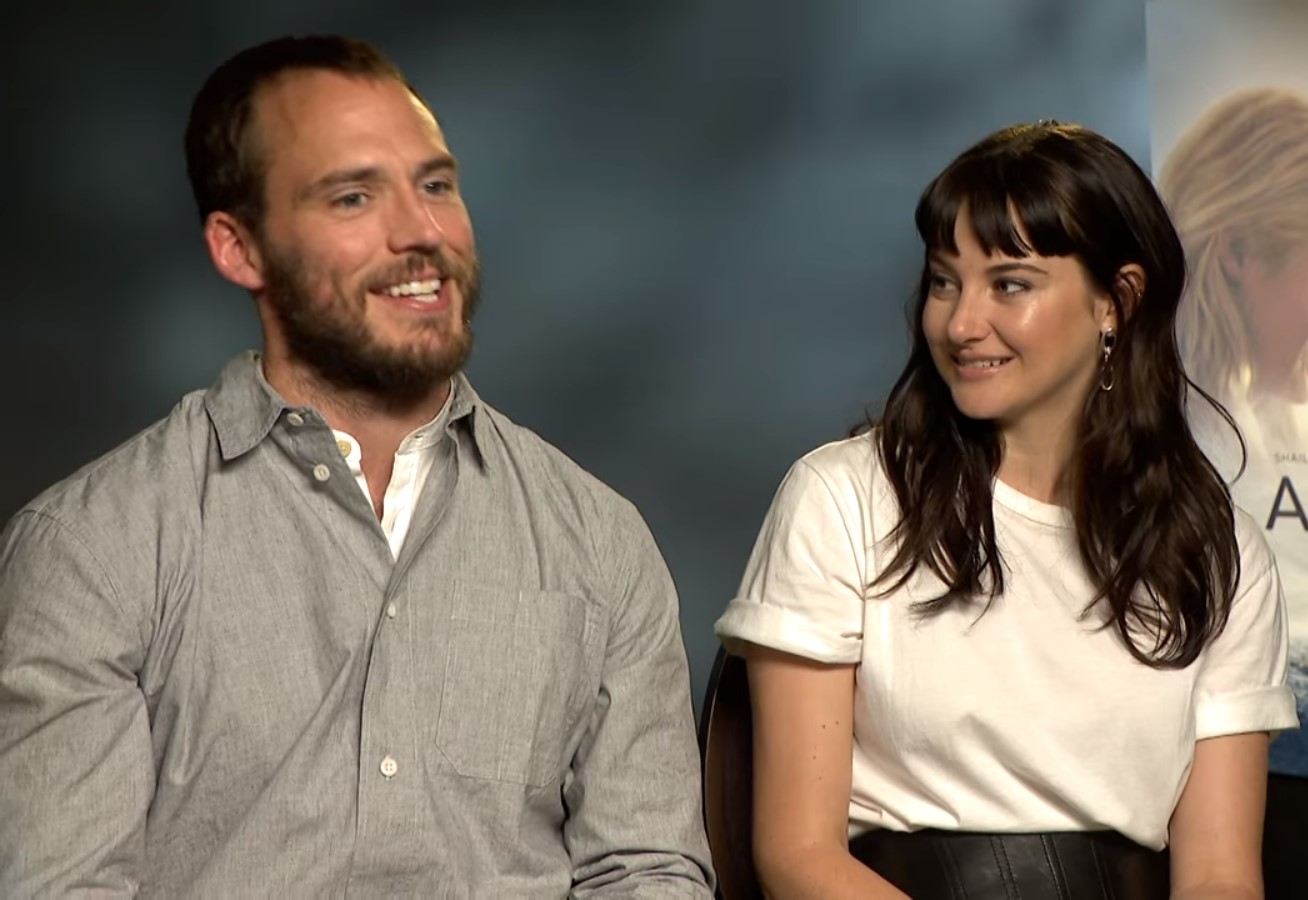
En promotion pour le film À la dérive aux côtés de Shailene Woodley, en 2018.

En 2018, avec Shailene Woodley, il porte le voyage mouvementé d'À la dérive de Baltasar Kormákur. L'histoire vraie d'un couple piégé par un ouragan au milieu de l'océan Pacifique. Cette production divise la critique, mais l'acteur se démarque avec une citation au titre de meilleur acteur lors de la 20e cérémonie des Teen Choice Awards. La même année, il joue dans le thriller salué et controversé,The Nightingale avec l'irlandaise Aisling Franciosi, seconde réalisation de Jennifer Kent présentée en compétition à la Mostra de Venise 2018. Une interprétation qui lui vaut une nomination pour l'Australian Film Critics Association du meilleur acteur secondaire.
En 2019, il porte le thriller d'action indépendant The Corrupted avec Charlie Murphy et Timothy Spall. L'année où il décide de faire son retour à la télévision en intégrant la distribution de la cinquième saison de Peaky Blinders afin d'incarner la personnalité politique Oswald Mosley. Sans pour autant en délaisser le grand écran, les producteurs continuant de lui faire confiance et il est alors rattaché à plusieurs projets: il rejoint la comédie d'action Charlie's Angels d'Elizabeth Banks. Il s'agit de la troisième adaptation cinématographique de la série télévisée Drôles de dames, créée par Ivan Goff et Ben Roberts. Mettant en scène une nouvelle génération d'« Anges », le film se déroule dans la même continuité que la série et les deux précédents films réalisés par McG, et est donc considéré comme une suite indépendante.
En 2020, aux côtés d'Olivia Munn, il porte la comédie de Netflix, Love Wedding Repeat,. Il s'agit d'une adaptation du film français Plan de table. La même année, il concrétise son retour à la télévision en rejoignant la distribution principale de la série Amazon, Daisy Jones & The Six. Il s'agit de l'adaptation télévisuelle d'un phénomène littéraire de 2019. Un drame sur fond de rock 'n' roll dans lequel il occupe le premier rôle masculin, Billy Dune, un leader charismatique d'un groupe de musique. Dans le même temps, il intègre la distribution de l'attendu Enola Holmes, un film distribué par Netflix, adapté des romans de Nancy Springer qui suit les enquêtes de la petite dernière de la famille du célèbre détective Sherlock Holmes, une héroïne incarnée par Millie Bobby Brown.

### Vie privée
En 2011, Sam rencontre l'actrice britannique Laura Haddock. Ils se marient en juillet 2013. Ensemble, ils ont un petit garçon né fin décembre 2015, prénommé Pip, et une petite fille, Margot, née en janvier 2018. Le 19 août 2019, ils annoncent leur séparation sur leurs comptes Instagram respectifs.
De juillet 2022 à octobre 2024, il est en couple avec la mannequin, Cassie Amato.

## Filmographie

### Cinéma

#### Longs métrages
- 2011 : Pirates des Caraïbes : La Fontaine de jouvence (Pirates of the Caribbean: On Stranger Tides) de Rob Marshall : Philip Swift
- 2012 : Blanche-Neige et le Chasseur (Snow White and the Huntsman) de Rupert Sanders : William, le Prince Charmant
- 2013 : Hunger Games : L'Embrasement (The Hunger Games: Catching Fire) de Francis Lawrence : Finnick Odair
- 2014 : Les Âmes silencieuses (The Quiet Ones) de John Pogue : Brian
- 2014 : The Riot Club de Lone Scherfig : Alistair Ryle
- 2014 : Love, Rosie de Christian Ditter : Alex Stewart
- 2014 : Hunger Games : La Révolte, partie 1 (The Hunger Games: Mockingjay - Part 1) de Francis Lawrence : Finnick Odair
- 2015 : Hunger Games : La Révolte, partie 2 (The Hunger Games: Mockingjay - Part 2) de Francis Lawrence : Finnick Odair
- 2016 : Le Chasseur et la Reine des glaces (The Huntsman: Winter's War) de Cédric Nicolas-Troyan : William, le prince Charmant
- 2016 : Avant toi (Me before you) de Thea Sharrock : Will Traynor
- 2016 : Une belle rencontre de Lone Scherfig : Tom Buckley
- 2017 : My Cousin Rachel de Roger Michell : Philip
- 2017 : Men of Honor (Journey's End) de Saul Dibb : Captain Stanhope
- 2018 : À la dérive (Adrift) de Baltasar Kormákur : Richard Sharp
- 2018 : The Nightingale de Jennifer Kent : Hawkins
- 2019 : The Corrupted de Ron Scalpello : Liam
- 2019 : Charlie's Angels d'Elizabeth Banks : Alexander Brock
- 2019 : Blanche Neige, les Souliers Rouges et les 7 Nains (Red Shoes and the Seven Dwarfs) de Sung-ho Hong, Moo-Hyun Jang et Young Sik Uhm : Merlin (voix)
- 2020 : Love. Wedding. Repeat de Dean Craig : Jack
- 2020 : Enola Holmes d'Harry Bradbeer : Mycroft Holmes
- 2021 : Last Night in Soho : Lindsey jeune
- 2022 : Book of love : Henry Copper

### Télévision

#### Téléfilms
- 2010: The Lost Future de Mikael Salomon : Kaleb
- 2011 : United de James Strong (en) : Duncan Edwards
- 2013 : Mary et Martha : Deux Mères courage (Mary and Martha) de Phillip Noyce : Ben

#### Séries télévisées
- 2010 : Les Piliers de la terre (The Pillars of the Earth) : Richard (mini-série, 8 épisodes)
- 2010 : Any Human Heart : Logan Mountstuart, jeune (mini-série, 4 épisodes)
- 2012 : White Heat : Jack (mini-série, 6 épisodes)
- 2019-2022 : Peaky Blinders : Oswald Mosley (saisons 5 et 6)
- 2023 : Daisy Jones and The Six : Billy Dunne (mini-série)
- 2025 : Le Comte de Monte-Cristo de Bille August : Edmond Dantès
- 2026 : Vanished de Barnaby Thompson

### En tant que producteur
- 2012 : A Thousand Empty Glasses de Andrew Nolan (court métrage, producteur exécutif)

## Voix françaises
En France
| - Anatole de Bodinat dans : - Avant toi - The Corrupted (en) - Love Wedding Repeat - Enola Holmes - Every Breath You Take - Daisy Jones and The Six (mini-série) - Le Comte de Monte-Cristo (mini-série) - Axel Kiener dans : - Hunger Games : L'Embrasement - Hunger Games : La Révolte, partie 1 - Hunger Games : La Révolte, partie 2 - À la dérive | - Jean-Christophe Dollé dans : - Pirates des Caraïbes : La Fontaine de Jouvence - Mary et Martha : Deux mères courage (téléfilm) - Pierre Boulanger dans : - Blanche-Neige et le Chasseur - Le Chasseur et la Reine des glaces - Alexandre Crépet (Belgique) dans : - Love, Rosie - Une belle rencontre et aussi - Tony Marot dans The Riot Club - Gwendal Anglade dans My Cousin Rachel - Stéphane Ronchewski dans Peaky Blinders (série télévisée) - Max Geller dans Charlie's Angels |

## Distinctions
Sauf indication contraire ou complémentaire, les informations mentionnées dans cette section proviennent de la base de données IMDb.

### Récompenses
- Glamour Awards (en), 2014 : prix de l'« Homme de l'Année »
- Savannah Film Festival 2016 : Spotlight Award
- Veterans Film Festival 2018 : meilleur acteur pour Men of Honor

### Nominations
- Empire Awards 2012 : meilleure révélation masculine pour Pirates des Caraïbes: La fontaine de jouvence
- MovieGuide Awards 2012 : meilleure performance pour Pirates des Caraïbes: La fontaine de jouvence
- Teen Choice Awards 2012 : meilleure révélation pour Blanche-Neige et le chasseur
- Empire Awards 2014 : meilleur acteur dans un second rôle pour Hunger Games: L'embrasement
- MTV Movie & TV Awards 2014 : 
  - meilleure performance pour Hunger Games: L'embrasement
  - meilleur combat pour Hunger Games: L'embrasement, nomination partagée avec Jennifer Lawrence et Josh Hutcherson
- Teen Choice Awards 2014 : meilleur voleur de vedette pour Hunger Games: L'embrasement
- Young Hollywood Awards 2014 : meilleure révélation
- Teen Choice Awards 2016 : meilleur baiser pour Avant toi, nomination partagée avec Emilia Clarke
- Evening Standard British Film Awards 2018 : meilleur acteur pour Men of Honor
- Teen Choice Awards 2018 : meilleur acteur pour A la dérive
- Australian Film Critics Association 2020 : meilleur acteur dans un second rôle pour The Nightingale
- Golden Globes 2024 : Meilleur acteur dans une mini-série ou un téléfilm pour Daisy Jones and the six